# José Finat y Escrivá de Romaní
José María de la Blanca Finat y Escrivá de Romaní (Madrid, 11 de febrero de 1904-Madrid, 9 de junio de 1995), también conocido como el conde de Mayalde, fue un aristócrata, abogado, militar y político español que ejerció como alcalde de Madrid entre 1952 y 1965.
Hombre de confianza de Francisco Franco y Ramón Serrano Suñer, durante el régimen franquista ocupó diversos cargos políticos y administrativos: director general de Seguridad (1939-1941), gobernador civil de la provincia de Madrid (1939-1940), embajador de España en la Alemania nazi (1941-1942), y posteriormente alcalde de Madrid, entre 1952 y 1965. Conocido militante pronazi, durante su etapa al frente de la Dirección General de Seguridad estrechó la cooperación policial con la Alemania nazi y emprendió una dura represión contra la oposición política, llegando a colaborar con la Gestapo. Durante el régimen también fue procurador en las Cortes franquistas y miembro del Consejo Nacional del Movimiento. 
Ostentó los títulos nobiliarios de xvii conde de Mayalde, xv conde de Villaflor y iii conde de Finat.

## Biografía

### Carrera política
Hijo de José Finat y Carvajal y de su esposa María Blanca Escrivá de Romaní y de la Quintana, se licenció en Derecho.
Miembro de Acción Popular (AP) y de la Confederación Española de Derechas Autónomas (CEDA), durante la Segunda República fue elegido diputado por la circunscripción de Toledo en las elecciones de 1933, y nuevamente en las de 1936. En abril de 1936, su amigo Ramón Serrano Suñer intentó formar una minoría parlamentaria de la Falange con la colaboración de dos diputados «rebeldes» de la CEDA —Fermín Daza y el propio Finat—. Fue también amigo íntimo del líder falangista José Antonio Primo de Rivera. Gracias a su inmunidad parlamentaria, cuando en julio de 1936 Finat visitó a Primo de Rivera en la cárcel de Alicante, pudo llevarle a la prisión dos pistolas ocultas. En ese contexto, el conde de Mayalde llegó a participar en la preparación de la sublevación militar de julio de 1936. Tras su regreso de Alicante, se encontró en Madrid con Serrano Suñer —que le entregó unos documentos confidenciales para el general Emilio Mola— y el 15 de julio marchó para Pamplona, donde se encontró con Mola.
Tras el estallido de la Guerra Civil se unió al bando sublevado y durante la contienda ostentó el grado de comandante de artillería. Al comienzo del conflicto llegó a esbozar un plan para liberar de la prisión a Primo de Rivera: habría propuesto que el conde de Romanones hubiese hecho valer su influencia ante el gobierno francés para que presionase a las autoridades republicanas con el fin de conseguir la liberación del líder falangista. No obstante, el general Francisco Franco habría puesto reparos a la idea y acabó retrasando la ejecución del plan hasta que fue demasiado tarde para llevarlo a cabo.
Al final de la guerra civil fue nombrado miembro del Consejo Nacional de FET y de las JONS, y miembro de la Junta Política de la Falange, cuya presidencia era ostentada por su amigo Serrano Suñer —a la postre, ministro de la gobernación—. Entre agosto de 1939 y diciembre de 1940 desempeñó el cargo de gobernador civil de la provincia de Madrid.

### Director general de Seguridad
En septiembre de 1939, Serrano Suñer lo puso al frente de la Dirección General de Seguridad (DGS), lo que lo convirtió en uno de los principales responsables de la represión franquista. Para entonces José Finat era delegado nacional del Servicio de Información e Investigación de la Falange, una especie de servicio de inteligencia y policía secreta que dependía de la FET y de las JONS. El Servicio de Información de la Falange desarrollaba una intensa labor de espionaje y vigilancia. Por ejemplo, en 1940, tenía desplegados por toda España a unos 3804 falangistas y colaboradores y en sus archivos disponía de 5 092 748 fichas y de 2 962 853 expedientes. Mientras Finat fue director general de Seguridad, la policía y las demás fuerzas de seguridad del Estado fueron profundamente reorganizadas. En este sentido, una ley del 23 de septiembre de 1939 reorganizó la estructura orgánica de la Dirección General de Seguridad y también creó una nueva fuerza policial encargada del orden público, el Cuerpo de Policía Armada. El antiguo Cuerpo de Investigación y Vigilancia fue reconvertido en el Cuerpo General de Policía. También se organizó una policía secreta encargada de la represión política, la denominada Brigada Político-Social, que formaba parte del Cuerpo General de Policía. El 8 de marzo de 1941 se aprobó la «Ley de Reorganización de los Servicios de Policía», mediante la cual fueron reorganizadas las fuerzas policiales como elemento de represión y mantenimiento del orden público.
En agosto de 1940 realizó un viaje a Berlín, donde se reunió con los principales responsables de las fuerzas de seguridad del Tercer Reich. Allí conoció, entre otros, al jefe de las SS, Heinrich Himmler, y al director de la Oficina Central de Seguridad del Reich, Reinhard Heydrich. Tras su regreso, Finat incrementó la cooperación policial con las autoridades nazis, contando con la asistencia de técnicos alemanes destinados en Madrid. Esta cooperación implicó que Paul Winzer, el jefe de la Gestapo en Madrid, dirigiese un programa de instrucción de la policía secreta franquista. Poco después, en el mes octubre de ese mismo año, Himmler realizó una visita a España por invitación de Finat, que fue su anfitrión durante el viaje. Recibió al líder nazi en Irún, acompañado por el general López-Pinto, Paul Winzer y Hans Thomsen —jefe del Partido nazi en España—. Posteriormente, ya en Madrid, Finat ofreció un banquete a Himmler y otros jerarcas nazis en el hotel Ritz. Finat incluso llegó a organizar una corrida de toros en Las Ventas en honor al comandante de las SS y también propuso que a Himmler le fuera impuesta la Gran Cruz de la Orden Imperial del Yugo y las Flechas.
A este respecto, el historiador Josep Fontana comentaría:

...era el conde de Mayalde un hombre con las manos manchadas de sangre que, como director general de Seguridad, había invitado en 1940 a Heinrich Himmler para que visitara Madrid, con el fin de establecer formas de colaboración con la Gestapo...

Como director general de Seguridad también fue responsable de la creación del «Archivo Judaico», conjunto ordenado de documentos que fueron elaborados desde los gobiernos civiles para controlar a los judíos residentes en España, siguiendo instrucciones de la Alemania nazi. En este sentido, el 5 de mayo de 1941 llegó a emitir una directiva a los gobernadores civiles para recabar informes de actividades «judaicas». También se encargó de organizar, con la estrecha colaboración de la Gestapo, la captura y entrega a las autoridades franquistas de líderes republicanos exiliados en Francia. Entre otros se encontraban el socialista Julián Zugazagoitia y el expresidente de la Generalidad de Cataluña, Lluis Companys, que fueron juzgados sumarísimamente y fusilados. Fue el propio Finat el que envió a los responsables de la prisión parisina de La Santé la petición escrita exigiendo la entrega de Companys a los agentes franquistas. Fue también miembro de la junta directiva de la Asociación Hispano-Germana, que buscaba aproximar la «cultura, tecnología y economía» de ambos países. Al comienzo de la denominada crisis de mayo de 1941, el nuevo ministro de la Gobernación, el militar antifalangista Valentín Galarza, lo destituyó de su puesto de director general. Fue sustituido por el militar Gerardo Caballero Olabézar.
Fue identificado por el cantante español Miguel de Molina como uno de los tres agresores que le secuestraron tras una actuación para, posteriormente, apalearlo y torturarlo, hecho que le obligó a marchar al exilio en Buenos Aires. Otro de los agresores fue Sancho Dávila y Fernández de Celis, conde de Villafuente Bermeja.

### Embajador en Alemania

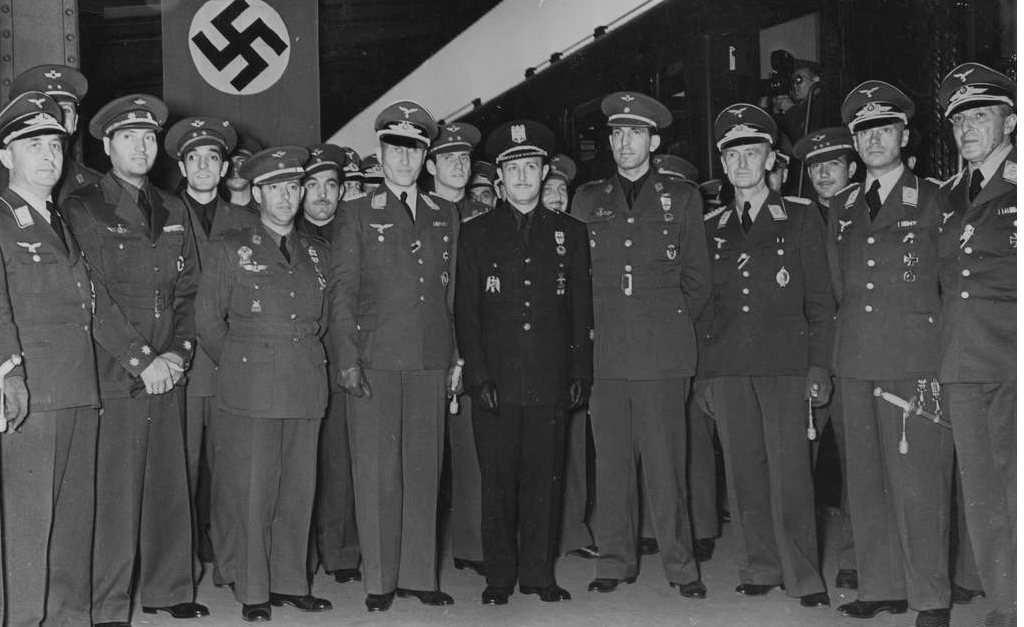
Miembros de la Escuadrilla Azul en Alemania, recibidos por el embajador español en Berlín (julio de 1941).

En julio de 1941 fue nombrado embajador en la Alemania nazi, por influencia de Serrano Suñer, que desde otoño de 1940 era ministro de Exteriores. Su elección para el cargo se produjo a pesar de que no tenía conocimientos de alemán, ni tampoco era un diplomático de carrera. Sucedió en el cargo al general Eugenio Espinosa de los Monteros, que para entonces mantenía malas relaciones tanto con Serrano Suñer como con los dirigentes nazis. Finat era un reconocido germanófilo y pronazi, por lo que su nombramiento fue bien recibido por las autoridades nazis, que le dispensaron una buena acogida. La designación, además, coincidió con el envío al Frente oriental de la llamada División Azul, una unidad de voluntarios españoles, para combatir a la Unión Soviética junto al Ejército alemán. José Finat desplegó una gran actividad en torno a la división, llegando a visitarla durante su estancia en el Reich y, posteriormente, visitando el hospital militar español de Berlín. Por ello, llegó a ser conocido como «el embajador de la División Azul».
Debido a las fuertes pérdidas que experimentó la división en el invierno de 1941-1942, Finat presionó a las autoridades alemanas para que retirasen a la unidad del frente, o al menos que la sometieran a una reorganización. A pesar de que Finat insistió varias veces en este asunto, el Alto mando alemán se negó a retirar del frente a la división. Durante esta etapa, en una ocasión llegó a declarar a la prensa que España estaba del lado de la Alemania nazi, ya que «la revolución falangista no puede llevarse a cabo sin la completa y definitiva victoria de la Alemania nacionalsocialista». Las autoridades del Tercer Reich le condecoraron con la Orden del Águila Alemana por sus servicios prestados a la causa nazi. En septiembre de 1942 su protector, Serrano Suñer, cayó en desgracia y el aliadófilo Francisco Gómez-Jordana se hizo cargo del Ministerio de Exteriores. La caída de Serrano supuso también la caída de muchos de sus protegidos que ocupaban cargos en la administración estatal o en el cuerpo diplomático. Meses después, Finat fue cesado de su cargo y sucedido por el diplomático Ginés Vidal y Saura.

### Carrera posterior

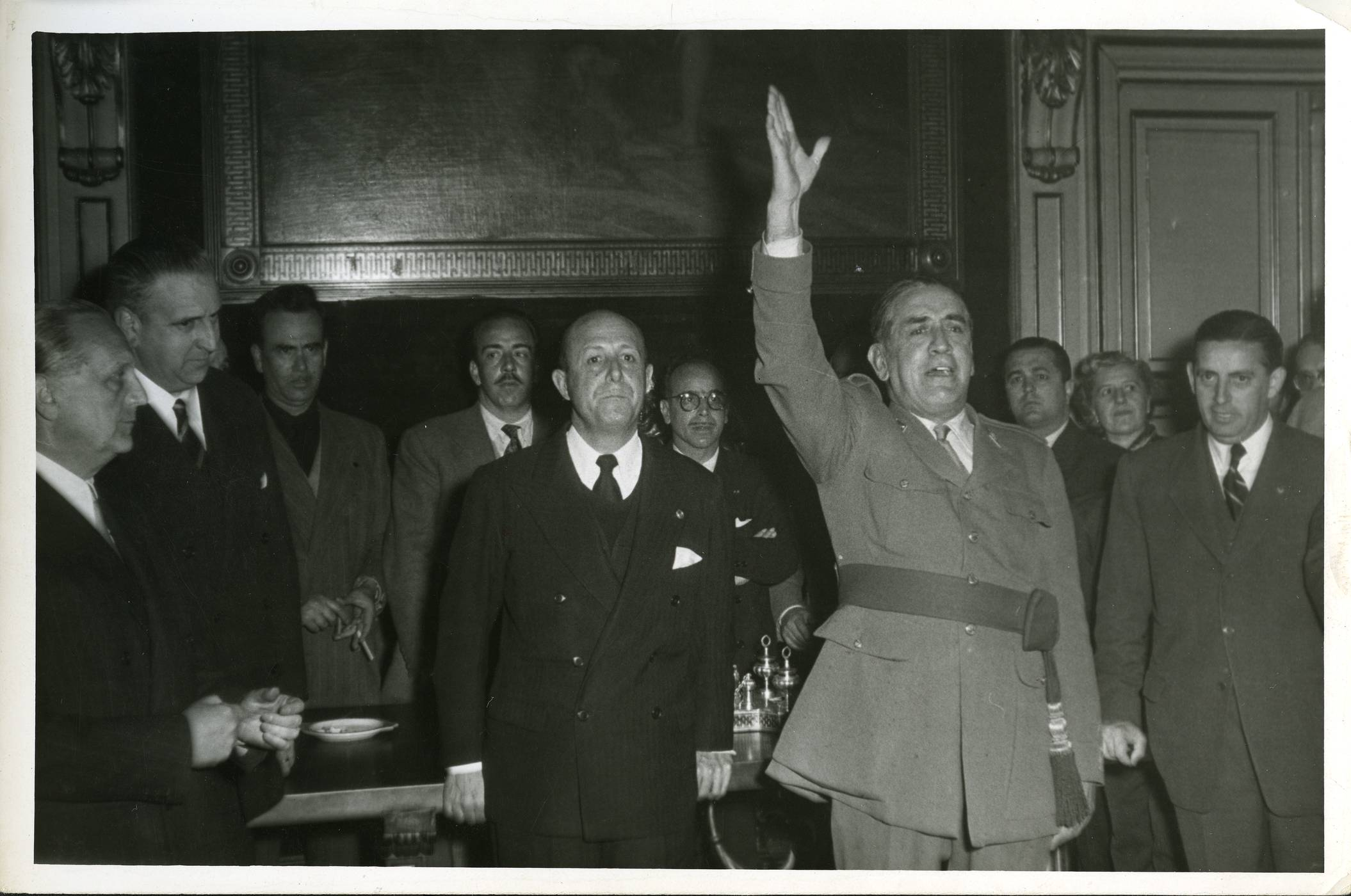
Finat fotografiado en 1954 en el Ayuntamiento en un acto junto a excombatientes de la División Azul.

No ocupó ningún puesto importante después de su cese como embajador en Berlín. Tras el final de la Segunda Guerra Mundial, Finat puso bajo su protección a Léon Degrelle, un fascista belga y antiguo dirigente del Partido Rexista.
Volvió a la escena política el 5 de junio de 1952, cuando fue designado alcalde de Madrid, sucediendo a José Moreno Torres. Ostentó el cargo durante trece años. A pesar del tiempo transcurrido, Mayalde siguió estando muy relacionado con su antiguo pasado. En 1964 se anunció que el alcalde de Berlín Oeste, el socialdemócrata Willy Brandt, visitaría Madrid. La prensa franquista dio gran importancia al hecho. Sin embargo, cuando Brandt tuvo conocimiento del pasado de José Finat como director general de Seguridad, inmediatamente canceló su visita. Finat ejerció como máximo regidor durante dos mandatos por designación consecutivos (1952-1964; 1964-1965), en los que lidió con el problema del transporte urbano; también, en 1963 se produjo la promulgación de una Ley de Régimen Especial para el municipio de Madrid. En febrero de 1965 fue sustituido en la alcaldía por Carlos Arias Navarro. Tras abandonar la alcaldía siguió siendo procurador en las Cortes franquistas, de las que llegó a ser vicepresidente. Consejero nacional del Movimiento, También desempeñó cargos en la Cámara Oficial Sindical Agraria de Toledo.
En los últimos tiempos del régimen franquista, confuso ante el proceso de aprobación de la Ley de Reforma Política de 1976 en las Cortes franquistas, llegó a confesarle a su correligionario Baldomero Palomares: «Baldomero, yo con estos follones ya no sé si soy de los nuestros».
Falleció en Madrid el 9 de junio de 1995, a los 91 años.

## Vida privada

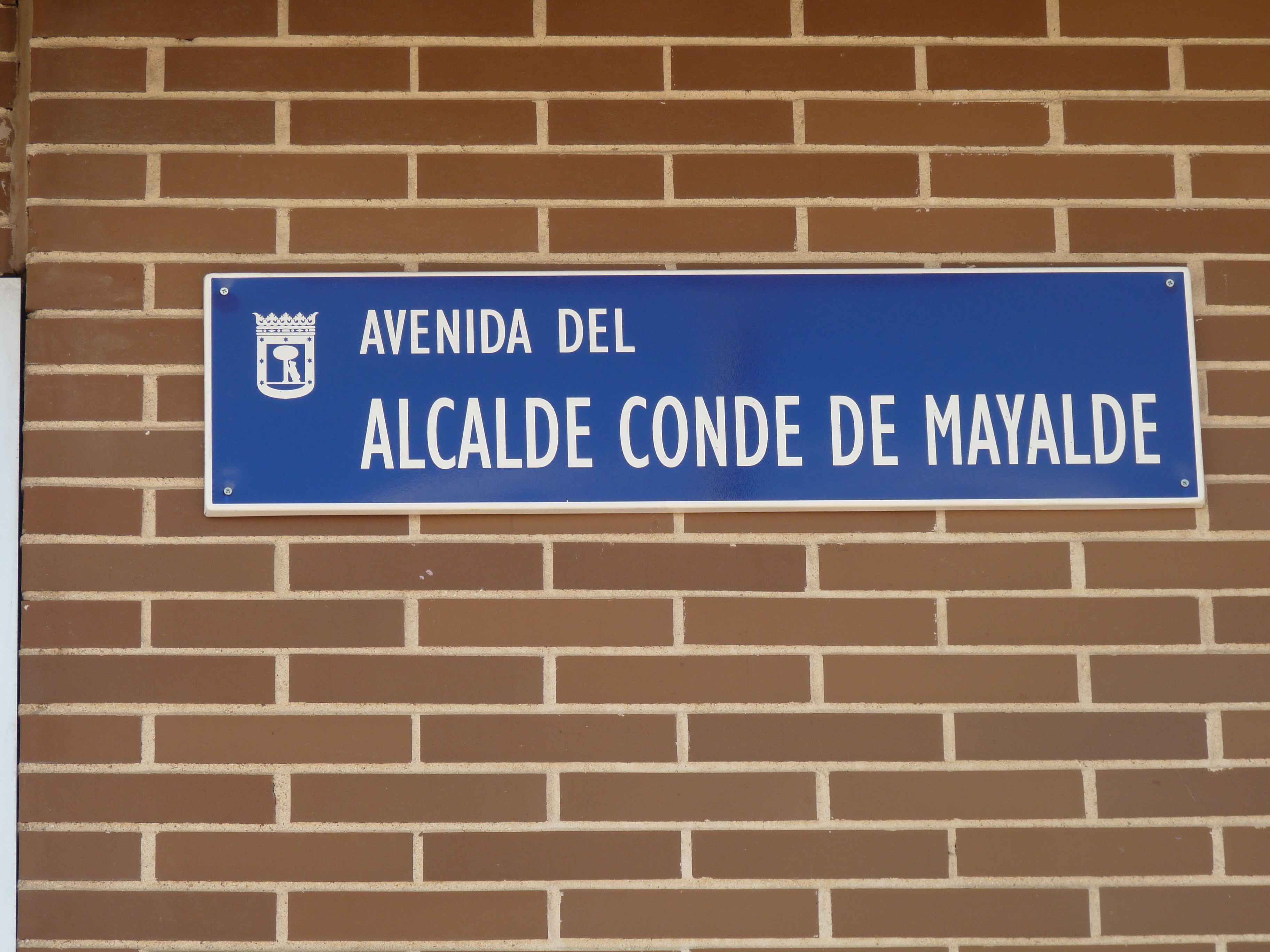
Placa de la avenida del Alcalde Conde de Mayalde, en Sanchinarro.

El 27 de junio de 1929 contrajo matrimonio en la madrileña iglesia de San Fermín de los Navarros con Casilda Bustos y Figueroa, nieta del Conde de Romanones, con la que tuvo como hijos a Rafael, José María de la Blanca y Fernando. Nacido en el seno de una familia aristocrática, en 1919 heredó de su padre el título de conde de Mayalde; posteriormente ostentaría los títulos nobiliarios de Finat y Villaflor, así como el de caballero de la Real Maestranza de Caballería de Ronda. También llegó a ostentar durante algún tiempo el título de marqués de Terranova. Conocido latifundista, poseyó varias propiedades y negocios dedicados a la ganadería de toros de lidia.

## Honores
En 2000 el Ayuntamiento de Madrid, presidido por José María Álvarez del Manzano, aprobó que una de las avenidas del distrito de Hortaleza pasara a denominarse «Alcalde Conde de Mayalde», en honor al antiguo alcalde madrileño. Dieciocho años después, en cumplimiento de la Ley de Memoria Histórica, el consistorio dirigido por Manuela Carmena renombró esta vía como «Avenida del Ingeniero Emilio Herrera» en 2018.
En Añover de Tajo, en la provincia de Toledo, existe un Colegio de Educación Infantil y Primaria (CEIP) que lleva su nombre.

### Pie de página
1. 1 2 3  Pike, 2008, p. 39.
2. 1 2  Bowen, 2006, p. 49.
3. 1 2 3 4  Soler Salcedo, 2008, p. 161.
4. ↑  Villa García, 2011, p. 573.
5. ↑  Montero, 1977, p. 342-345.
6. ↑  Tusell, 1994, p. 335.
7. ↑  Lowe, 2010, p. 131.
8. ↑  Payne, 1999, p. 199.
9. ↑  Payne, 1999, p. 205.
10. ↑  Requena Gallego, 2003, p. 68.
11. ↑  Romero, 1982, p. 269.
12. 1 2 3  Garriga, 1976, p. 22.
13. ↑  Bowen, 2000, p. 63n.
14. ↑  Payne, 1999, p. 314.
15. ↑  España: «DECRETO nombrando Gobernador civil de Madrid a don José Finat Escrivá de Romaní». Boletín Oficial del Estado núm. 239 de 27 de agosto de 1939: 4701-4702.
16. ↑  España: «DECRETO por el que cesa en el cargo de Gobernador Civil de la provincia de Madrid don José Finat Escrivá de Romaní». Boletín Oficial del Estado núm. 356 de 21 de diciembre de 1940: 8728.
17. 1 2  Preston, 2013, p. 638.
18. ↑  Álvarez Chillida y Izquierdo, 2007, p. 253.
19. ↑  Rodríguez Jiménez, 2007, pp. 252-253.
20. ↑  Cazorla Sánchez, 2000, p. 102.
21. ↑  De Antón, 2000, p. 369.
22. ↑  Delgado Aguado, 2011, p. 204.
23. ↑  Aguilar, 1999, p. 62.
24. ↑  Sueiro y Díaz-Nosty, 1985, p. 116.
25. ↑  Preston, 2011, p. 639-640.
26. 1 2  Álvarez Chillida y Izquierdo, 2007, p. 254.
27. ↑  Sueiro y Díaz-Nosty, 1985, p. 185.
28. ↑  Preston, 2013, p. 637.
29. 1 2  Bowen, 2000, p. 92.
30. ↑  Preston, 2013, p. 642.
31. ↑  Bowen, 2000, pp. 92-93.
32. ↑  Fontana, 2000, p. 181.
33. ↑  Preston, 2013, p. 641.
34. ↑  Bowen, 2009, pp. 268-269.
35. ↑  Preston, 1998, pp. 540-541.
36. ↑  Gil Pecharromán, 2013, pp. 45-46.
37. ↑  Garriga, 1986, p. 117.
38. ↑  Rodríguez Jiménez, 2005, p. 269.
39. ↑  Haro Tecglen, Eduardo (6 de marzo de 1993). «El mejor de la copla». El País. Consultado el 17 de septiembre de 2024.
40. ↑  Garriga, 1976, p. 345.
41. 1 2 3  Payne, 2008, p. 160.
42. 1 2 3  Bowen, 2006, p. 46.
43. ↑  Bowen, 2006, pp. 42-43.
44. ↑  Bowen, 2006, p. 36.
45. ↑  Molina Franco, 2013, p. 87.
46. ↑  Macklin, 2007, p. 100.
47. 1 2  Izquierdo, 1973, p. 14.
48. ↑  Borrás, 1976, p. 35.
49. ↑  Montoliú Camps, 2002, p. 317.
50. 1 2  Ortuño Anaya, 2005, p. 184.
51. ↑  Borràs Betriu, 1974, p. 254.
52. 1 2  Aguilar, Miguel Ángel (24 de junio de 1969). «José Finat: los periódicos prestan un servicio a España en la tarea de politizar al pueblo: Hace falta que los procuradores no hagan mal uso de la inmunidad». Madrid: Fundación Juan March.
53. ↑  Moreno Nieto, 1971, pp. 3-4.
54. ↑  Moreno Nieto (dir) (1971). «La décima legislatura. Procuradores en Cortes por la provincia de Toledo». Provincia (Toledo: Excma. Diputación Provincial de Toledo) (76): 2-8.
55. ↑  Casals, Xavier (17 de noviembre de 2016). «La voladura controlada del franquismo». El Periódico.
56. ↑  Conde y Díaz-Rubín y Sanchiz Ruiz, 2008, p. 183.
57. ↑  Conde y Díaz-Rubín y Sanchiz Ruiz, 2008, pp. 184-185.
58. ↑  Requena Gallego, 2003, p. 82.
59. ↑  Ríos Ruiz, 1990, p. 28.
60. ↑  Ortiz Mateos, 2015, p. 13.
61. ↑  «Hortaleza cumple ya la Ley de Memoria Histórica». Gacetas Locales. 16 de mayo de 2018. Archivado desde el original el 28 de junio de 2019. Consultado el 28 de junio de 2019.